# Bimota YB1
La Bimota YB1 è una motocicletta da competizione prodotta negli anni settanta dalla casa motociclistica riminese Bimota. Il nome, come da nomenclatura standard della casa, sta ad indicare che questo è cronologicamente il primo modello dotato di propulsore Yamaha.

## Storia
Quasi contemporanea alla HB1, un modello concepito per l'uso stradale, la YB1 era invece una moto destinata alle competizioni e fu messa in commercio nel biennio 1974-75. Il progettista Massimo Tamburini, su richiesta di alcuni piloti privati, decise di allestire un telaio intorno al motore della Yamaha TZ 250, un modello molto diffuso in quei tempi e dopo aver studiato soluzioni telaistiche quali la monoscocca e la culla aperta si concentrò definitivamente sulla doppia culla dotata di doppi ammortizzatori posteriori, conferendo poi alla moto di un'ampia carenatura avvolgente, che arrivava a coprire le mani del pilota allo scopo di migliorare la penetrazione aerodinamica.
Della YB1 erano disponibili al pubblico sia la versione da 250 cm³ che quella da 350 cm³, che montavano i motori dei corrispettivi modelli Yamaha TZ.

## Competizioni
Oltre ad essere schierata nelle gare del campionato italiano, la YB1 fu portata in gara nel motomondiale 1974 da piloti del calibro di Giuseppe Elementi (detto Kocis), Mario Lega e Roberto Gallina nella classe 350, conquistando quell'anno una vittoria a Misano, ma il successo più grande fu la conquista del titolo mondiale della classe 350 nel 1975 nelle mani di Johnny Cecotto col team ufficiale Yamaha.
Sfortunatamente per la Bimota tale vittoria non fu riconosciuta a livello mediatico perché a quel tempo, come era usanza diffusa tra molti concorrenti, anche Cecotto usò sulla sua moto ufficiale il telaio prodotto da uno specialista (in questo caso la piccola azienda riminese) e il suo sponsor principale, che era la Venemotos (importatore ufficiale Yamaha per il Venezuela), per motivi commerciali non ci teneva a sottolineare questo "particolare".
Ma gli addetti ai lavori sapevano a chi attribuire i meriti delle prestazioni di quella moto, anche grazie ai risultati di Bruno Kneubühler, Otello Buscherini e Mario Lega, anch'essi a cavallo di motociclette dotate dello stesso telaio, tanto che la filiale italiana dalla Suzuki commissionò 50 telai da corsa da accoppiare al motore della loro TR500, dando vita alla Bimota SB1 da competizione, il cui ulteriore successo convinse la casa madre giapponese a commissionare quella che sarebbe diventata la Bimota SB2.